# Putan de cançon
Putain de Cançon est le cinquième album de musique de Moussu T e lei Jovents sorti le 23 septembre 2010 chez Manivette Records aux éditions Le Chant du Monde et distribué par Harmonia Mundi.

## Historique
Quatrième album du groupe, sorti en 2010, il est marqué par une refondation de Moussu T avec le départ du batteur Zerbino et l'arrivée de Steph et Denis du groupe de punk-rock Oai Star, venus travailler avec Tatou et Blu. L'album fait l'objet d'un numéro de l'émission Sous le soleil exactement sur France Inter en 2011.

## Liste des titres
| No  | Titre                      | Durée |
| --- | -------------------------- | ----- |
| 1.  | Putan de cançon            |       |
| 2.  | Empêche-moi                |       |
| 3.  | Lo dintre                  |       |
| 4.  | Mon ouragan                |       |
| 5.  | Ciutat de l'ersa           |       |
| 6.  | Alba 7                     |       |
| 7.  | Bons Baisers de Marseille  |       |
| 8.  | La Marraine                |       |
| 9.  | Quand je la vois, je fonds |       |
| 10. | L'Horloge                  |       |
| 11. | Dins la nuech de mon astre |       |
| 12. | Serada de la mar           |       |
| 13. | Comme 2 mouches            |       |

## Accueil de la critique
Pour The Guardian il s'agit d'un album « très plaisant de fin d'été » marqué par les instrumentations et la qualité des musiciens, lui accordant la note de 3/5.